# Američka horor priča: Hotel
Američka horor priča: Hotel je peta sezona FX-ovog antologijskog horror serijala Američka horor priča. Premijera serije bila je 7. listopada 2015. Hotel je prva sezona u kojoj ne glumi Jessica Lange. Od glumaca iz prijašnjih sezona vraćaju se: Evan Peters, Sarah Paulson, Denis O'Hare, Lily Rabe, Kathy Bates, Emma Roberts, Angela Bassett, Chloë Sevigny, Finn Wittrock, Wes Bentley, Gabourey Sidibe, Mare Winningham, Matt Bomer, John Carroll Lynch i Anthony Ruivivar. Lik agentice za nekretnine, Marcy, originalni prvotni vlasnik kuće ubojstava Charles Montgomery te vidjelica Billie Dean Howard povezuju ovu sezonu serije s prvom, a lik vještice Queenie (Gabourey Sidibe) povezuje je s trećom sezonom.
Radnja pete sezone serije odvija se u misterioznom Hotelu Cortez u Los Angelesu. Cortez je dom čudnih i bizarnih bića i pojava, i u vlasništvu je Grofice zaražene vampirskim virusom.
Iako je u početku objavljeno kako će se peta sezona sastojati od trinaest epizoda (kao Ludnica, Vještičja družba i Cirkus nakaza), kasnije je taj broj reduciran na dvanaest (kao u Kući ubojstava); s finalnom epizodom prikazanom 13. siječnja 2016. Lady Gaga osvojila je Zlatni globus za najbolju glumicu u miniseriji ili TV filmu.

## Sažetak
Obiteljski čovjek i detektiv John Lowe istražuje lanac ubojstava u Los Angelesu. Misteriozni tragovi upućuju ga u hotel Cortez.

## Uloge

### Glavne uloge
- Kathy Bates kao Iris[3] (12 epizoda)
- Sarah Paulson kao Sally McKenna (9 epizoda) i Billie Dean Howard[3] (1 epizoda)
- Evan Peters kao James Patrick March[4] (10 epizoda)
- Wes Bentley kao John Lowe[3] (11 epizoda)
- Matt Bomer kao Donovan[3] (9 epizoda)
- Chloë Sevigny kao dr.Alex Lowe[3] (12 epizoda)
- Denis O'Hare kao Liz Taylor[3] (12 epizoda)
- Cheyenne Jackson kao Will Drake[3] (9 epizoda)
- Angela Bassett kao Ramona Royale[3] (7 epizoda)
- Lady Gaga kao grofica Elizabeth[3] (12 epizoda)

### Posebne gostujuće uloge
- Mare Winningham kao Hazel Evers[5] (11 epizoda)
- Finn Wittrock kao Tristan Duffy (9 epizoda) i Rudolph Valentino[3] (3 epizode)
- Naomi Campbell kao Claudia Bankson[6] (2 epizode)
- Lily Rabe kao Aileen Wuornos (2 epizode)
- Gabourey Sidibe kao Queenie (1 epizoda)

### Sporedne uloge
- Lennon Henry kao Holden Lowe (10 epizoda)
- Richard T. Jones kao detektiv Andy Hahn[7] (7 epizoda)
- Shree Crooks kao Scarlett Lowe (7 epizoda)
- Jessica Belkin kao Wren (7 epizoda)
- Lyric Lennon kao Lachlan Drake (6 epizoda)
- Anton Lee Starkman kao Max Ellison (6 epizoda)
- Helena Mattsson kao Agnetha (4 epizode)
- Kamilla Alnes kao Vendela (4 epizode)
- Max Greenfield kao Gabriel[8] (3 epizode)
- Mädchen Amick kao gđa. Ellison[9] (3 epizode)
- Christine Estabrook kao Marcy (3 epizode)
- Alexandra Daddario kao Natacha Rambova (3 epizode)
- Darren Criss kao Justin (2 epizode)

### Ostale sporedne uloge
- John Carroll Lynch kao John Wayne Gacy (2 epizode)
- Anthony Ruivivar kao Richard Ramirez (2 epizode)
- Seth Gabel kao Jeffrey Dahmer (2 epizode)
- Jessica Lu kao Babe (2 epizode)
- Charles Melton kao gdin. Wu  (2 epizode)
- Roxana Brusso kao dr. Kohan (1 epizoda)
- David Naughton kao gdin. Samuels (1 epizoda)
- Nico Evers-Swindell kao Craig (1 epizoda)
- Robert Knepper kao poručnik (1 epizoda)
- Kristen Ariza kao gđa. Pritchard (1 epizoda)
- Mouzam Makkar kao sestra Leena (1 epizoda)
- Matt Ross kao dr. Charles Montgomery (1 epizoda)
- David Barrera kao dr. Kaplan (1 epizoda)

## Epizode
| Br. u seriji | Br. u sezoni | Naslov                        | Redatelj          | Scenarist(i)               | Originalno emitiranje |
| --- | ------------ | ----------------------------- | ----------------- | -------------------------- | --------------------- |
| 52 | 1            | "Checking In"                 | Ryan Murphy       | Ryan Murphy i Brad Falchuk | 7. listopad 2015.     |
| Dvije turistkinje iz Švedske odsjedaju u hotelu Cortez. Napada ih unakaženo stvorenje koje je bilo unutar madraca u njihovoj sobi. Iris (Kathy Bates) ih premješta u sobu 64, gdje jedna od njih zaspi te se kasnije probudi ugledavši jeziv prizor u kojem dvoje djece sišu krv njezinoj prijateljici. John Lowe (Wes Bentley) prima čudan poziv koji ga vodi u hotel Cortez u kojemu John zaspi te mu se pričini kako vidi svog izgubljenog sina Holdena (Lennon Henry). Gabriel (Max Greenfield) odsjeda u hotelu te biva silovan od strane zastrašujećeg stvorenja; prije nego što Gabriel premine, Sally (Sarah Paulson) se pojavljuje u sobi i zahtjeva od Gabriela da joj kaže kako je voli. Elizabeth (Lady Gaga) i Donovan (Matt Bomer) imaju seks u četvero s parom kojega su upoznali u kinu. Za vrijeme seksa, Elizabeth i Donovan prerežu grkljane tome paru. Will Drake (Cheyenne Jackson), novi vlasnik hotela, dolazi u hotel sa svojim sinom Lachlanom (Lyric Lennon). 1994. Sally i Donovan se prijavljuju u hotel. Iris kuca na njihova vrata sobe i svađa se sa Sally jer mu je drogirala sina. Kada Sally, nadrogiran i dezorijentirana, napusti sobu, Iris je gura kroz prozor hotela u smrt. Iris se kasnije pojavljuje u sobi gdje zatekne Elizabeth koja se divi Donovanovoj ljepoti. U sadašnjosti, John se prijavljuje kao gost u hotelu te odsjeda u sobi 64. |              |                               |                   |                            |                       |
| 53 | 2            | "Chutes and Ladders"          | Bradley Buecker   | Tim Minear                 | 14. listopad 2015.    |
| Will Drake uz pomoć urednice Vouge-a Claudie Bankson (Naomi Campbell), održava modni show u lobiju hotela. Tristan Duffy (Finn Wittrock), a narkoman i narcist sudjeluje kao model u showu. Upoznaje Elizabeth, koja ga tijekom seksa pretvara u vampira. Pronalazi ih Donovan i postaje ljubomoran, pa grofica odluči raskrstiti vezu s njime. John odluči privesti Iris međutim ne učini to jer mu je Iris pristala reći što se stvarno događa u hotelu. Iris mu ispriča priču kroz flashback o sadisti James Patricku Marchu (Evan Peters) koji je 1920-ih dao sagraditi hotel po svome dizajnu kako bi zadovoljio svoju potrebu za mučenje i ubijanje ljudi. Naposljetku, njegova odana sobarica (Mare Winningham) obavijesti ga kako je policija došla po njega u hotel. March gđu.Evers i sebe radije nego da budu uhićeni. U međuvremenu, Lachlan i Scarlett se sprijateljuju te joj Lachlan pokazuje dvoranu s praznim bazenom u kojemu su četiri mala lijesa u kojima se nalaze "grofičina djeca". Scarlett prepoznaje svoga mlađeg brata Holdena u jednome od lijesova te se sljedeći dan vraća u hotel kako bi pričala s njime. Kako bi dokazala svojim roditeljima da je Holden živ, Scarlett uslika mobitelom Holdena i sebe. Kada John pogleda u slikanu fotografiju Holdenov lik je mutan.                                                                                 |              |                               |                   |                            |                       |
| 54 | 3            | "Mommy"                       | Bradley Beucker   | James Wong                 | 21. listopad 2015.    |
| Tristan je fasciniran Marchom te mu obećaje kako će ubiti Drakea koji želi razrušiti i preurediti kat na kojemu borave March i gđa.Evers. Tristan zavodi Drakea u namjeri da ga ubije, međutim grofica ga zaustavlja jer je njezin plan da se uda za Drakea kako bi nasljedila novac nakon njegove smrti. Elizabeth je naime zbog Bernie Madoffa izgubila sav novac. Donovan odbija normalnu komunikaciju s majkom Iris i poručuje joj da se ubije. Ramona Royale (Angela Bassett), bivša grofičina ljubavnica, otima Donovana kako bi osvetila smrt svog ljubavnika. Oslobađa Donovana nakon saznanja da su on i grofica prekinuli vezu. Donovan se vraća u hotel te u sobi pronalazi Sally i mrtvu Iris. Donovan oživljava Iris hraneći je svojom vampirskom krvlju. U međuvremenu, Alex Johnu predaje papire za razvod. Prilikom napuštanja hotela Alex ugleda Holdena. |              |                               |                   |                            |                       |
| 55 | 4            | "Devil's Night"               | Ryan Murphy       | Jeniffer Salt              | 28. listopad 2015.    |
| Serijski ubojica Richard Ramirez prijavljuje se u hotel te kreće u ubilački pohad kojega mu je March priredio kao dobrodošlicu. Kako dan prolazi, tako se još više serijskih ubojica prijavljuje u hotel, uključujući Aileen Wuornos koja u baru upoznaje Johna i kasnije ga pokušava ubiti. Liz Taylor predaje Johnu pozivnicu za godišnju "Đavolju večer" koju organizira March i u kojoj se najveći serijski ubojice okupe na večeri i slave svoja ubojstva. Tijekom večeri, John upoznaje Marcha, John Wayne Gacyja, Zodijaka ubojicu i Jeffreya Dahmera, te naposljetku svjedoči ubojstvu jednog čovjeka. Tijekom večeri, John se onesvijesti i odjednom se budi u istoj ali sada praznoj sobi. Sally ga uvjerava kako je sve bila halucinacija od alkohola koji je prethodno pio s Aileen. U međuvremenu, Alex dovodi Holdena kući kako bi otkrila što nije u redu s njime, međutim Holden ubija Scarlettinog psa i počinje mu piti krv. Naposljetku, Holden odvodi Alex k Elizabeth koja je dobrovoljno pretvori u vampiricu kako bi sa sinom provela vječnost. |              |                               |                   |                            |                       |
| 56 | 5            | "Room Service"                | Michael Goi       | Ned Martel                 | 4. studeni 2015.      |
| Iris i Donovan sastaju se s Ramonom kako bi dogovorili plan o uništenju Grofice. U međuvremenu, Alex u bolnici posjećuje Maxa koji ima velike ospice. Alex se sažali nad njime i pretvara ga u vampira. Idućeg dana, Max se nahrani krvlju svojih roditelja te odlazi u školu gdje u vampire pretvori desetak učenika i ubije nekoliko učitelja. John se budi sa Sally u krevetu. Ona mu tvrdi kako ju je doslovno vukao u sobu te da su se seksali. John negira sve navedeno i ostavlja Sally samu u sobi. Arogantan par hipstera dolazi u hotel i neprestano provociraju Iris. Liz joj pruža utjehu ispričavši joj u detalje kako je postao zaposlenih u hotelu. Na posljetku, Iris na brutalan način ubija hipsterski par. Iris zahvaljuje Liz na utjesi i što joj je otvorio oči, te zaključuje kako je tek u smrti naučila kako živjeti. Elizabeth zapošljava Alex kao novu guvernantu vampirske djece. |              |                               |                   |                            |                       |
| 57 | 6            | "Room 33"                     | Loni Peristere    | John J. Gray               | 11. studeni 2015.     |
| U 1926., dr. Charles Montgomery u Kući ubojstava radi abortus trudnoj Elizabeth. U procesu abortusa, beba je živa i napada medicinsku sestru. Kada se Elizabeth probudi, dr. Montgomery joj predstavi sina. U sadašnjosti, je otkriveno kako se ta beba nalazi u sobi 33. John se onesvijesti vidjevši Alex s Holdenom u staklenom lijesu. John se nakon toga odjavljuje iz hotela te odlazi kući. Donovan i Ramona vraćaju se u hotel s planom da pobiju grofičinu djecu vampire, međutim Donovan odbija to učiniti i odlazi u penthaus. Tamo naiđe na duhove švedskih turistkinja, Agnethe i Vendele, s kojima vodi razgovor o tome kako pronaći svrhu nakon smrti. U međuvremenu, Liz i Tristan započeli su ljubavnu vezu, međutim zabrinuti su za Elizabethinu reakciju. Liz upita Elizabeth hoće li joj prepustiti Tristana, međutim ona Tristanu prereže grkljan. |              |                               |                   |                            |                       |
| 58 | 7            | "Flicker"                     | Michael Goi       | Crystal Liu                | 18. studeni 2015.     |
| Dva čudovišna stvorenja otkrivena su u zapečaćenom hodniku hotela. U 1925. u Los Angelesu, Elizabeth ulazi u romantičnu vezu s glumcem Rudolphom Valentinom. Nakon njegove prerane smrti Elizabeth se udaje za Jamesa Marcha. Valentino se kasnije pojavljuje pred Elizabeth kojoj objašnjava zašto je lažirao smrt, te joj govori o mogućnosti beskrajnog života. Valentino preobrazi Elizabeth u vampiricu, međutim, iz ljubomore, James March kasnije ulovi i zatvori Valentina i njegovu ženu u zapečaćeni hodnik hotela. U sadašnjosti, John Lowe prijavljuje se u bolnicu kao pacijent, te pronalazi djevojčicu koja je radila s ubojicom 'Deset zapovijedi'. John od nje želi saznati tko je ubojica, ali djevojčica pogiba u prometnoj nesreći. |              |                               |                   |                            |                       |
| 59 | 8            | "The Ten Commandments Killer" | Loni Peristere    | Ryan Murphy                | 02. prosinac 2015.    |
| 60 | 9            | "She Wants Revenge"           | Michael Uppendahl | Brad Falchuk               | 09. prosinac 2015.    |
| 61 | 10           | "She Gets Revenge"            | Bradley Buecker   | James Wong                 | 16. prosinac 2015.    |

## Produkcija

### Razvoj
Na 13.listopad 2014., FX je najavio kako je serijal obnovljen za svoju petu sezonu. Predsjednik tv mreže FX-a John Landgraf izjavio je kako će ova sezona veoma posebna u odnosu na prošle sezone. Podnaslov serije Hotel potvrđen je u najavi Lady Gage koja će se pojaviti u sezoni, te je djelomice inspiriran filmskim mjuziklom "Cilindar" iz 1935. Tvorac serije Ryan Murphy rekao je kako će ova sezona serije biti najmračnija do sada. Inspiracija za "Hotel" došla mu je prisjećajući se starih horor filmova smještenih u hotelu, te istražujući stvarne hotele u Los Angelesu u kojima su se dogodile užasavajuće stvari. Pisanje za "Hotel" uključivalo je i osobnu fobiju i strah tvorca serije, koji nisu na vidjelo izašli još od prve sezone serije.
Nadolazeća sezona serije bit će više bazirana na riječ "horor". Radi se o temi i ideji koja mi je jako bliska srcu, te koju sam oduvijek htio ostvariti tako da bude više krvi i borbe nego u ostalim sezonama; ove godine je čisti horor. Mislim da je Kuća ubojstava svima bila primarna sezona jer se najveći strah i babaroga nalaze unutar kuće i ispod kreveta, i to mi se čini sličnome prijavljivanjem u hotel u kojemu su određene stvari van kontrole...Drugi ljudi imaju ključ od vaše sobe; pa mogu stalno ulaziti. Nikada nisi siguran i ideja je vrlo uznemirujuća.
Glumačka ekipa serija pojavila de na 2015 Comic-Conu te otkrili pojedine informacije o sezoni. Murphy je objasnio kako je Hotel povezan sa svim prethodnim sezonama serije, te kako će se i likovi iz prošlih sezona prijavljivati u hotel. Druga informacija razotkrila je moguću smrt lika Sare Paulson. Iako sezona nema određenog primarnog lika, Murphy priznaje: "u ovoj sezoni različito je to što su radnje prijašnjih sezona uvijek bile vođene likom Jessica Lange. Ona je uvijek bila glavni lik... Ove godine je pravi ansambl, i mislim da imamo više muških uloga i više muških priča. Wes Bentleyeva uloga je jako velika, Matt Bomerova uloga je jako velika; isto kao i uloge Evana Petersa i Finna Wittrocka. [Ali] to ne znači da su ženske uloge manje."
Izvršni producent Brad Falchuk objasnio je kako će se radnja ove sezone biti "zatočena" isključivo u hotelu, možda pokoja scena izvan hotela. Hotel će također povezati i prethodne sezone serije pojavom likova iz prošlih sezona serije koji će se u hotelu pojaviti oko 6 ili 7 epizode. Kasnije, u kolovozu, Entertainment Weekly potvrdio je kako će peta sezona serije biti usko povezana s prvom sezonom, Kućom ubojstava. Hotel "Cortez" 1930-ih je sagradio James March, koji je opisan kao bogat, romantičan ali i kao psihopata. Hotel stila art deco, sagrađen je kao labirint hodnika uz pomoć kojih je March vodio svoje bolesne igrice koje su završavale smrću. Peta sezona predstavlja dvojicu novih misterioznih ubojica, (poput "Rubber Man-a" iz prve sezone i "Bloodyface" iz druge sezone), "The Ten Commandment Killer" i "Addiction Demon". Dvodjelna epizoda za noć vještica prikazat će večeru s najvećim serijskim ubojicama ikada, uključujući Wurnosa i John Wayne Gacya.

### Glumačka ekipa
25.veljače 2015. najavljen je dolazak američke pjevačice Lady Gage u seriju. Jessica Lange, glavna ikona serije, neće se vratiti u petu sezonu. Na PaleyFest-u je su najavljeni glumci Matt Bomer i Cheyenne Jackson. Kasnije su najavljena i ostala lica: Sarah Paulson, Kathy Bates, Evan Peters i Angela Bassett. Chloë Sevigny, koja je glumila u drugoj sezoni (Ludnica) vratit će se u Hotelu.
25.svibnja 2015, Ryan Murphy na twitteru najavljuje dolazak Maxa Greenfielda u Hotel. 18.lipnja 2015 Murphy je najavio povratak Denisa O'Harea. Na twiteru je objavio i povratak Finna Wittrocka koji je u 'Cirkusu nakaza' utjelovio psihopata Dandyja, a koji će u 'Hotelu' biti u ljubavnom trokutu s Lady Gagom i Mattom Bomerom. U intervjuu s 'The Wrap-om', Jessica Lange rekla je kako bi se vratila u petu sezonu serije ako joj Murphy dade manju ulogu. Dodaje i kako joj se sviđa suranja između nje i Murphyja, te da bi voljela nastaviti raditi za njega. 25. lipnja.2015. Murphy je 'Zap2It-u' najavio povratak Emme Roberts u posljednjih nekoliko epizoda nove sezone, nakon što završi snimanje serije 'Kraljice vriska'. Njezin lik nekako će biti povezan s likom Evana Petersa.
15.srpnja 2015, najavljeno je kako se Richard T. Jones pridružio glumačkoj ekipi kao detektiv Hahn. Istog dana, zvijezda serije '666 Park Avenue', Helena Mattsson na Twitteru je potvrdila kako će se i ona pojaviti u novoj sezni serije. Lily Rabe se u srpnju 2015. pridružila glumačkoj postavi nove sezone, njezina uloga opisana je kao  "poznati serijski ubojica koji će odsjesti u hotelu", time postaje jednom od troje glumaca (s E.Petersom i S.Paulson) koji se pojavljuju u svim sezonama serije. Naomi Campbell dodijeljena je uloga urednice modnog magazina koja se baš i neće slagat s Gaginim likom. U kolovozu 2015., najavljeno je kako će se zvijezda serije Glee, Darren Criss pojaviti u nekoliko scena u seriji s likom Kathy Bates. Istog mjeseca najavljen je i povratak glumice Mare Winningham kao sobarice u hotelu, koja je vrlo bliska s gdin-om Marchom u 1930-ima. Christine Estabrook se vraća u seriju kao Marcy iz prve sezone, agentica za nekretnine koja je Harmonima prodala kuću ubojstava.

### Snimanje
Snimanje serije zakazano je s kraj ljeta 2015 u Los Angelesu, Kaliforniji gdje su se snimale prve dvije sezone (Kuća ubojstava i Ludnica). Prema Los Angeles Timesu, kreativni razlozi, a ne ekonomski faktori, bili su ključ mijenjanja lokacije snimanja iz Kalifornije u Louisianu pa natrag u Los Angeles pošto je radnja Hotela povezana s tim gradom. 18.lipnja 2015. Murphy je otkrio kako je u tijeku izrada kulisa hotela od šest katova na Fox-ovom parkiralištu. Denis O'Hare na twitteru je objavio kako snimanje započinje 06.srpnja 2015. Manja kulisa hotela sagrađena je za vrijeme Comic-Cona, prezentirajući nam art deco stil zgrade iz 1920-ih inspirirane starom erom Hollywooda. Murphy je na "TCA Summer Press Tour-u" u kolovozu 2015. najavio kako će on režirati dvije epizode noći vještica pod nazivom "Devil's Night".

## Marketing
2.srpnja 2015, Entertainment Weekly otkrio je reklamnu karticu nove sezone koja prikazuje dizalo hotela u stilu art-deco, te koja je bila dostupna posjetiteljima Comic-Cona, gdje je izgrađena manja kulisa hotela. Kada se uđe u hotel, dobije se kartica s promocionalnim ključićem. 13.srpnja 2015., prvi službeni teaser je objavljen, pokazuje Gaginu ruku s velikim našiljenim noktima koja zvoni na recepciji hotela. 7. kolovoza 2015. FX je otkrio datum premijere sezone zajedno i s novim teaser posterom koji pokazuje špijunku za vrata u stilu art deco-a na drvenim vratima iza kojih se vidi plavokosa žena koja stavlja mrtvo tijelo na krevet. Kasnije istog mjeseca, magazin Entertainment Weekly pustio je dva nova teaser trailera: "Beauty Rest" i "Do Not Disturb", a u pozadini se čuje Heidi Feekina obrada Presleyjevog singla iz 1956., "Hearbreak Hotel." 26.kolovoza isti magazin otkrio je ekskluzivne fotografije likova iz nove sezone, kao i detaljne opise likova. 31. kolovoza Murphy na Twitteru objavljuje tri nova teasera: "Towhead", "Sleepwalk" i "Jeepers Peepers". 10.listopada 2015. pušten je produženi teaser koji prikazuje obilazak zloglasnog hotela s glavnim likovima sezone.